# 酸與
酸與，是《山海经》的鸟类，长得像蛇，却有四只翅膀、六只眼睛和三只脚。叫声像是在叫自己，此鸟一旦出现，就会有恐怖的事。
象徵『災噩』。

## 记载
《山海经·北次二经》有鸟焉，其状如蛇，而四翼、六目、三足，名曰酸与。其鸣自叫，见则其邑有恐。